# مؤسسة كميلي (ويس)
مؤسسة کمیلي (بالفارسية: موس سه کمیلی) هي منطقة سكنية تقع في إيران في قسم ويس الريفي. يقدر عدد سكانها بـ 24 نسمة .